# Ipnopidae

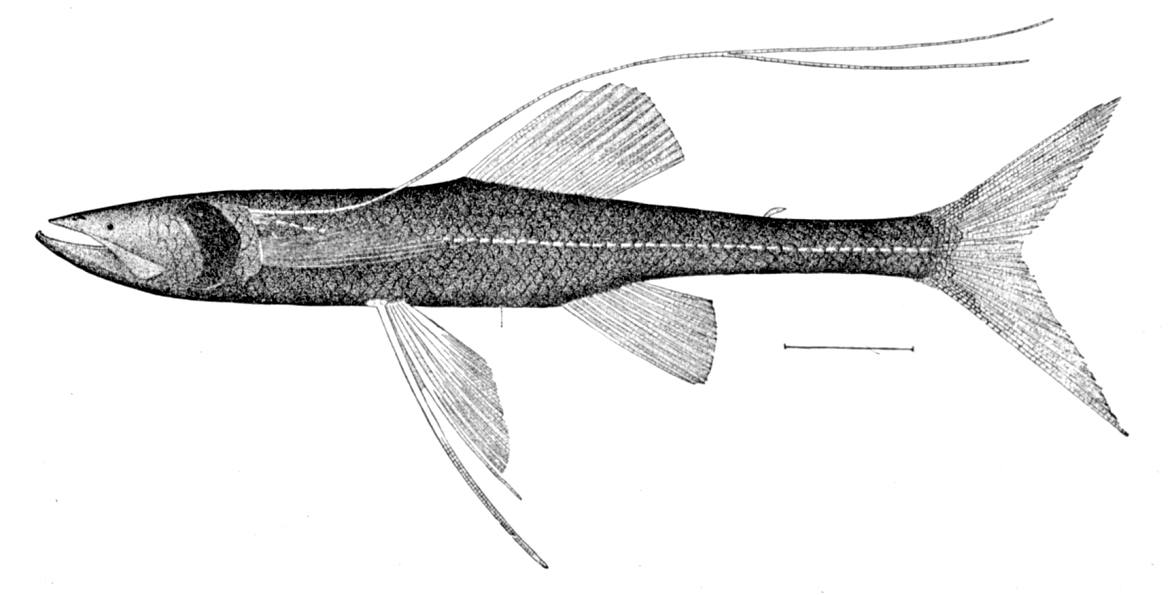
Bathypterois longipes.

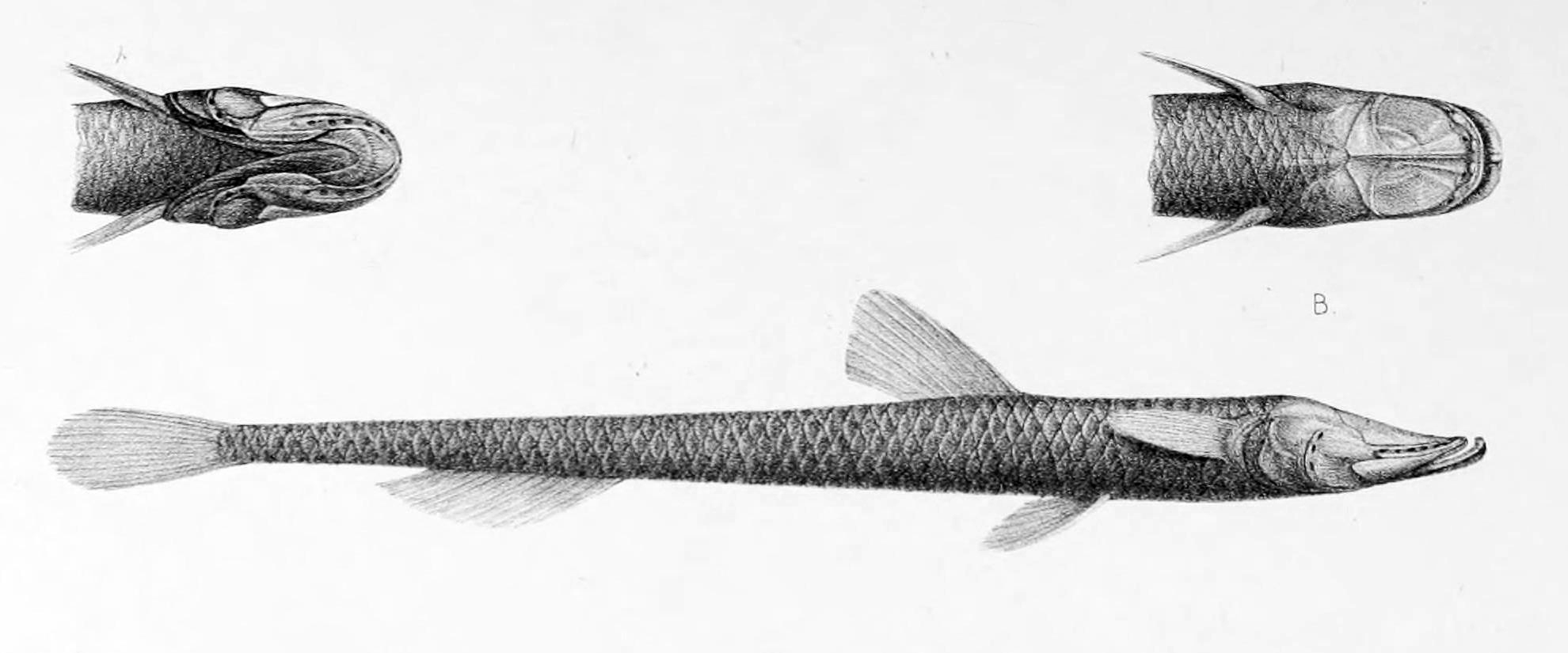
Ipnops murrayi

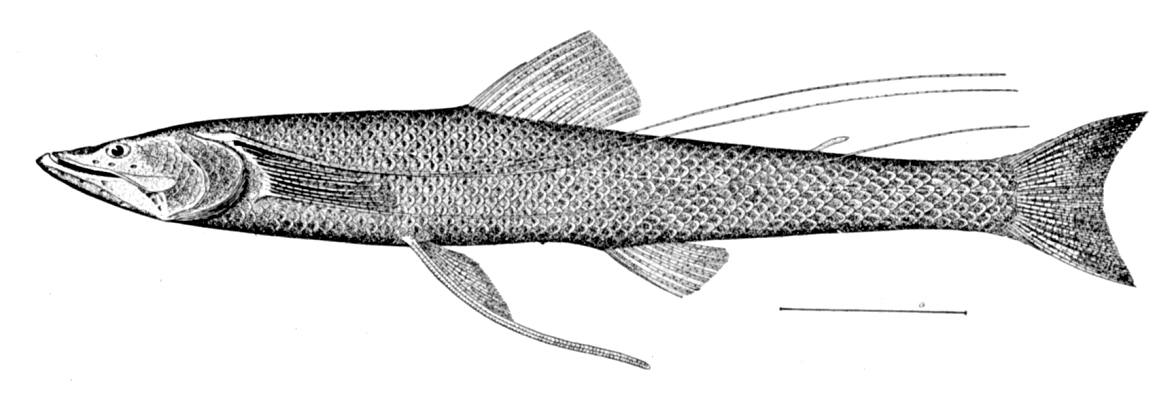
Bathypterois quadrifilis

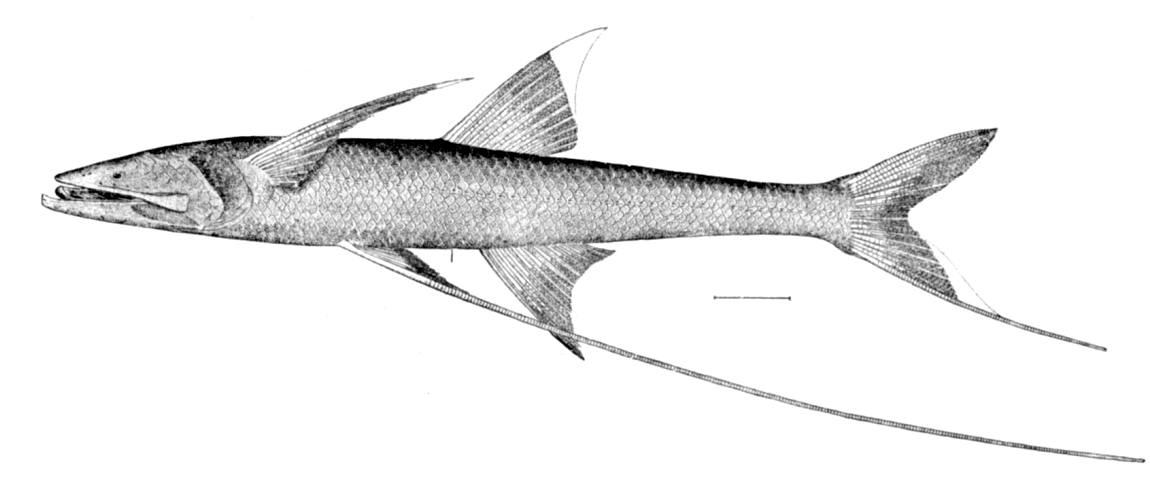
Pez trípode (Bathypterois grallator).

Los Ipnopidae son una familia de peces marinos incluida en el orden Aulopiformes, distribuidos por los océanos Atlántico, Índico y Pacífico. Su nombre procede del griego ipnos, que significa horno.
En el género Ipnops los ojos son aplanados y sin cristalino (Ipmops); la punta del maxilar superior se extiende más allá de la órbita ocular; aleta dorsal con 8 a 16 radios y aleta anal con 7 a 19.
Es muy característico en todas las especies del género Bathypterois que las aletas pectorales, pélvicas y caudal tienen algunos radios enormemente largos.

## Géneros y especies
Se ha sugerido un nuevo nombre común para esta familia.
Existen 28 especies agrupadas en 4 géneros:
- Género Bathymicrops (Hjort y Koefoed en Murray y Hjort, 1912)
  - Bathymicrops belyaninae (Nielsen y Merrett, 1992)
  - Bathymicrops brevianalis (Nielsen, 1966)
  - Bathymicrops multispinis (Nielsen y Merrett, 1992)
  - Bathymicrops regis (Hjort y Koefoed, 1912)

- Género Bathypterois (Günther, 1878)
  - Bathypterois andriashevi (Sulak y Shcherbachev, 1988)
  - Bathypterois atricolor (Alcock, 1896)
  - Bathypterois bigelowi (Mead, 1958)
  - Bathypterois dubius (Vaillant, 1888) - Alafilosa
  - Bathypterois filiferus (Gilchrist, 1906)
  - Bathypterois grallator (Goode y Bean, 1886) - Pez trípode
  - Bathypterois guentheri (Alcock, 1889)
  - Bathypterois insularum (Alcock, 1892)
  - Bathypterois longicauda (Günther, 1878)
  - Bathypterois longifilis (Günther, 1878)
  - Bathypterois longipes (Günther, 1878)
  - Bathypterois oddi (Sulak, 1977)
  - Bathypterois parini (Shcherbachev y Sulak, 1988)
  - Bathypterois pectinatus (Mead, 1959)
  - Bathypterois perceptor (Sulak, 1977)
  - Bathypterois phenax (Parr, 1928)
  - Bathypterois quadrifilis (Günther, 1878)
  - Bathypterois ventralis (Garman, 1899)
  - Bathypterois viridensis (Roule, 1916)

- Género Bathytyphlops (Nybelin, 1957)
  - Bathytyphlops marionae (Mead, 1958)
  - Bathytyphlops sewelli (Norman, 1939)

- Género Ipnops (Günther, 1878)
  - Ipnops agassizii (Garman, 1899) - Cabeza luminosa
  - Ipnops meadi (Nielsen, 1966)
  - Ipnops murrayi (Günther, 1878)